# Берцо-Инфериоре
Берцо-Инфериоре (итал. Berzo Inferiore, ломб. Bèrs) — коммуна в Италии, в провинции Брешиа области Ломбардия.
Население составляет 2206 человек, плотность населения составляет 105 чел./км². Занимает площадь 21 км². Почтовый индекс — 25040. Телефонный код — 0364.
Покровителями коммуны почитаются Пресвятая Богородица (Madonna pellegrina) и святой Лаврентий, празднование 3 марта, 24 сентября и 10 августа.